# Dantona stillatella
Dantona stillatella là một loài bướm đêm trong họ Noctuidae.